# Rubus milesianus
Rubus milesianus är en rosväxtart som beskrevs av David Elliston Allen. Rubus milesianus ingår i släktet rubusar, och familjen rosväxter. Inga underarter finns listade i Catalogue of Life.